# Distretto di Ahmar El Aïn
Il distretto di Ahmar El Aïn è un distretto della provincia di Tipasa, in Algeria.

## Comuni
Il distretto comprende 3 comuni:
- Ahmar El Aïn
- Bourkika
- Sidi Rached